# Ersatz-Brigade Großdeutschland

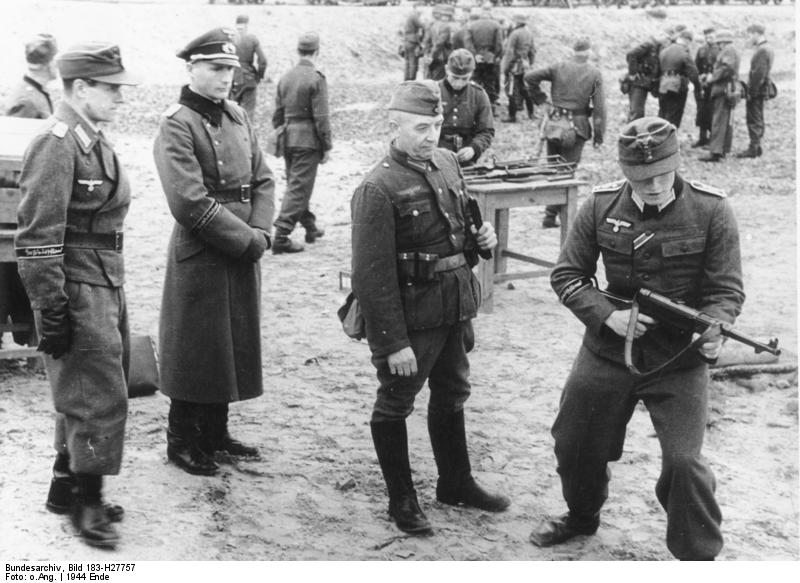
Lehrgang für Volkssturm-Zugführer bei der Ersatz-Brigade Großdeutschland, 1944.

Die Ersatz-Brigade Großdeutschland, später Panzer-Grenadier-Ersatz-und-Ausbildungs-Brigade Großdeutschland und Panzer-Ausbildungs-Verband Großdeutschland, war eine deutsche Infanterie-Brigade des Heeres im Zweiten Weltkrieg.

## Geschichte
Die Ersatz-Brigade Großdeutschland wurde am 1. Juni 1942 als Stab für die Ersatzeinheiten Großdeutschland in Cottbus (Wehrkreis III) aufgestellt.
Vom 10. Februar 1943 bis 1. Januar 1944 bestand bei der Brigade auch eine Ausbildungs-Abteilung Schnelle Truppe (ab 13. August 1943 Panzer-Truppen-Ersatz-und-Ausbildungs-Abteilung). Am 1. August 1944 wurde eine Offizierbewerber-Schule eingerichtet.
Anfang Februar 1945 war die Brigade als Alarmeinheit in der Region Forst eingesetzt. Am 10. März 1945 wurde die Brigade zur Auffrischung der Panzer-Grenadier-Division Brandenburg verwendet.
In Schleswig-Holstein wurde 1945 eine Panzer-Grenadier-Ersatz-und-Ausbildungs-Brigade Großdeutschland aufgestellt. Diese wurde am 4. April 1945 für die Aufstellung des Panzer-Ausbildungs-Verband Großdeutschland herangezogen.

## Gliederung
1942
- Infanterie-Ersatz-Regiment (mot.) Großdeutschland
- Artillerie-Ersatz-Abteilung Großdeutschland

## Kommandeure (Auswahl)
- Oberst Bodo von Wartenberg: vom 20. Mai 1942 bis 1. November 1942
- Oberst Willy Langkeit: Ende 1944